# NGC 2868
NGC 2868 est une lointaine galaxie lenticulaire particulière située dans la constellation de l'Hydre. NGC 2868 a été découverte par l'astronome américain Frank Müller en 1886.

## Caractéristiques
Sa vitesse par rapport au fond diffus cosmologique est de 11 619 ± 41 km/s, ce qui correspond à une distance de Hubble de 171 ± 12 Mpc (∼558 millions d'al).
À ce jour, une mesure non basée sur le décalage vers le rouge (redshift) donne une distance d'environ 118,000 Mpc (∼385 millions d'al). Cette valeur est loin à l'extérieur des valeurs de la distance de Hubble. Notons que c'est avec la valeur moyenne des mesures indépendantes, lorsqu'elles existent, que la base de données NASA/IPAC calcule le diamètre d'une galaxie et qu'en conséquence le diamètre de NGC 2868 pourrait être d'environ 50,3 kpc (∼164 000 al) si on utilisait la distance de Hubble pour le calculer.